# Gifsla
Gifsla (Lactuca virosa) is een giftige, eenjarige of tweejarige plant die behoort tot de Composietenfamilie (Compositae of Asteraceae). De plant komt van nature voor in Europa, tot West-Azië en in Noord-Afrika. In Noord-Amerika is de plant ingeburgerd. Het aantal chromosomen bedraagt 2n = 18. De plant lijkt veel op die van kompassla, maar de bladeren zijn meestal niet gedraaid en de nootjes zijn niet behaard. Ook zijn de jonge nootjes van kompassla niet geel tot oranje maar wit tot crème gekleurd.

## Geschiedenis
Gifsla werd eeuwenlang als medicinale plant gebruikt vanwege de rustgevende en vochtafdrijvende werking. Hippocrates schreef in 430 v. Chr al over de wilde slasoorten en kropsla. De Romeinse schrijver Columella beschreef in 42 vier Lactuca-soorten en Plinius 57 jaar later negen soorten. Keizer Augustus genas door middel van de gifsla van een ernstige ziekte en liet daarom een monument voor deze sla oprichten. Vermoedelijk hebben de Romeinen de gifsla verder over Europa verbreid. Tegen het einde van de achttiende eeuw werd door steeds meer artsen het gedroogde melksap (lactucarium) als vervanger van opium gebruikt. In 1847 werd de plant in het gebied van de Moezel veel verbouwd en werd het lactucarium via Engeland naar Noord-Amerika verscheept. Ook in andere Europese landen nam de teelt in deze tijd toe. Uiteindelijk kon de gifsla de concurrentie met de opium niet aan en verdween de teelt.

## Beschrijving
De plant wordt 50 tot 150 cm hoog en heeft melksap. De bladeren zijn blauwgroen. De onderste bladeren zijn eirond. De stengelbladeren zijn langwerpig tot lancetvormig. Op de meeste bladeren zitten van onderen op de middennerf stekeltjes.
Gifsla bloeit in juli en augustus met lichtgele lintbloemen, die in een hoofdje staan. De bloeiwijze van de hoofdjes is pluim-trosvormig en bestaat uit 12 tot 16 hoofdjes.
De vrucht is een 4 tot 5 mm lang en 1,5 tot 2 mm breed, diep paars tot zwart gekleurd, kaal nootje en heeft een snavel en vruchtpluis. De onrijpe nootjes zijn geel tot oranje van kleur. Op het nootje zitten vijf ribben.

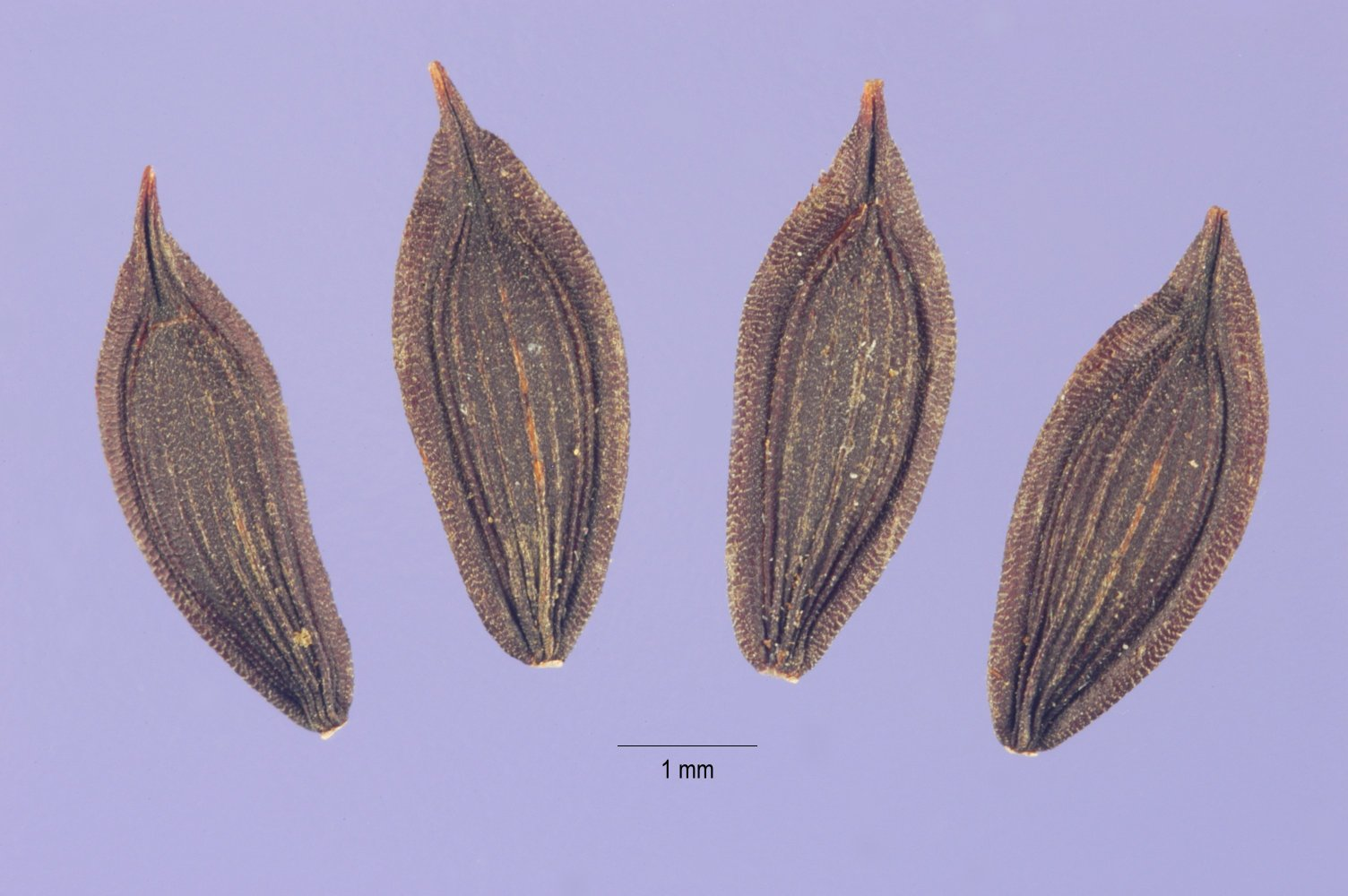
Vruchten (in de volksmond zaden genoemd)

De plant komt voor in het stedelijk gebied op vochtige, stikstofrijke grond.

## Gebruik
De bladeren en het gedroogde melksap werden tot ongeveer 1900 gebruikt als rustgevend middel. Een te hoge dosis is echter giftig.

## Ziekten en aantastingen
Gifsla is resistent tegen valse meeldauw (Bremia lactucae). Deze resistentie is inmiddels ingekruist in lijnen van kropsla, die van nature vatbaar is voor valse meeldauw..

De rupsen van de gamma-uil, Eucosma conterminana en die van kompassla-uil gebruiken gifsla als voedselplant. Ook kan gifsla aangetast worden door bladluizen.

## Vernoeming
Jan Wolkers schreef een roman onder de titel Gifsla over een thrillerschrijver en zijn dochter. Het boek verscheen in 1983.

## Bron
1. ↑  R. Santich: Lettuce. From Wild Weed to Functional Food. 78//2004. Pract. Hydroponics & Greenhouses, Onl. Ed., https://web.archive.org/web/20070202180322/http://www.hydroponics.com.au/back_issues/issue78.html
2. ↑  Bundesamt für Naturschutz, FloraWeb. [dode link]
3. ↑  G. S. Robinson u.a.: HOSTS - a database of the hostplants of the world's Lepidoptera. https://www.nhm.ac.uk/research-curation/projects/hostplants/
4. ↑  Freundeskreis Botanischer Garten Aachen e.V., Der Karlsgarten in Melaten. 2005. https://www.biozac.de/biozac/capvil/Cvlact_v.htm. Gearchiveerd op 26 juni 2022.
5. ↑  Bespreking in Lexicon van literaire werken door Koen Vermeiren. Gearchiveerd op 30 juni 2023.